# New Lots Avenue (stacja metra na Canarsie Line)
New Lots Avenue – stacja metra nowojorskiego, na linii L. Znajduje się w dzielnicy Brooklyn, w Nowym Jorku i zlokalizowana jest pomiędzy stacjami Livonia Avenue i East 105th Street. Została otwarta 28 grudnia 1906.